# Марзура Гуљиола (Удине)
Марзура Гуљиола је насеље у Италији у округу Удине, региону Фурланија-Јулијска крајина.
Према процени из 2011. у насељу је живело 63 становника. Насеље се налази на надморској висини од 119 м.